# Walter Weldon
Walter Weldon (1832 – 1885) è stato un chimico e giornalista inglese.

## Biografia
Fratello di  Ernest J. Weldon, (fondatore della Weldon & Wilkinson) nel 1854 iniziò la sua carriera da giornalista, prima con il The Dial, giornale londinese in seguito fuso con il The Morning Star e nel 1860 scrisse anche per una rivista mensile, la Weldon's Register of Facts and Occurrences relating to Literature, the Sciences and the Arts. Come chimico invece si distinse per i suoi lavori di perfezionamento sul processo Weldon. Inoltre è stato socio fondatore del Weldon's Fashion Journal, Weldon's Patterns e Weldon's Household Encyclopaedia

## Opere
- Weldon's Practical Needlework (opera in 12 volumi)